# 思春期なアダム
『思春期なアダム』（ししゅんきなアダム）は、著者・さかき傘、イラスト・天海雪乃による日本のジュブナイルポルノ。単行本はあとみっく文庫（キルタイムコミュニケーション）より刊行された。全9巻に外伝1巻(電子書籍)。
あとみっく文庫はレーベルで最長となった本作も含めて2015年7月以降刊行が途絶えていたが、2018年12月に本作の8巻と9巻（完結巻）が同時発売されたのが同レーベルから刊行された最後の書籍となった。後にコミックヴァルキリーにおいて『思春期なアダム EVIL EYES』としておなじく天海雪乃による漫画版が連載、2話まではコミックヴァルキリーのみで連載されていたが、コミックヴァルキリーが紙媒体からWeb版に移行した際にコミックヴァルキリー本誌とは別に二次元ドリームマガジンにおいても途中まで同時連載されていた。
単行本はヴァルキリーコミックスより出版。
作者の前作の登場人物が何人か登場し、それらの作品の後日談もしくは続編も兼ねている。
ゲーム化企画が四回ほどあったという。2017年4月1日のエイプリルフールの企画できゃんでぃそふとがゲーム化を発表したことがあった。

## あらすじ
ごく普通の中学生、藤田睦月はある日魔族の少年：ルシアに襲われる。なんとか逃げのびたもののそこで天使のミカに助けてもらい、自分が数百年に一度生まれると言う、世界の半分を支配することができる“蛇眼”を持つことを知る。
一方魔族や天使と敵対する人間による秘密組織「FeTUS」の指導者・ミスＡはある計画を立てて動いていた…。

## 登場人物
（出典：公式パンフレットと各巻冒頭のキャラクター紹介文）
藤田睦月
本作の主人公。恵殿学園中等部に通う少年。世界の半分（=女性）を支配することができる“蛇眼”を右目に持つ。成績：中の上、運動：中の下。姉と妹二人がいる。両親に代わって家事をしており、趣味でもあるが料理については馬鹿舌。とんでもない創作料理を周囲に振る舞う。
エンジュ
本作のメインヒロイン。天使の少女。燃え上がるような深紅の色の膝まである髪と碧眼が特徴。二つに分割できる大剣“灼霊浄剣”（プロミネンス）を所持し二刀流の使い手であることから“蒼炎（ダブルフレイム）のエンジュ”の二つ名がある。人間のことは下に見る一方、ぬいぐるみ集めが趣味。“地遊尼エンジュ”を名乗って恵殿学園へ転校して来る。水が苦手らしく泳げない。
伊部草マキナ
睦月の同級生。普段は「Positive」もしくは「Negative」での受け答えしかせず、いつも遅刻ギリギリで登校し昼食も林檎ばかり食べている。その正体は秘密組織「FeTUS」の上層員五番手“ミスE”であり睦月の監視をしていた。着やせする体型。
ルシア
睦月の蛇眼を狙う魔族のエージェントの少年。ブロンドの髪が特徴。二巻目以降では“里輪ルシア”を名乗って転校して来る。
地遊尼ミカ
エンジュの上役の天使。ミルクティー色の褐色肌とブロンドの髪が特徴。私生活は堕落的。好きなものはバイク、酒、食っちゃ寝など。
ミスＡ
金髪のツインテールとゴシックドレスの少女。実際には約600歳で秘密組織「FeTUS」の創設者。普段は恵殿学園の時計塔の地下にいる。本名アリス・アルク。以前はアンリエットと名乗っていた。ロレーヌ出身。趣味はチェス、リボンの収集。
勝江昴
若くて美人だが厳しい、睦月の担任教師。正体は秘密組織「FeTUS」のある派閥から派遣されたエージェント“黒猫（シュバルツ・カッツ）”こと“ミスC”。日本人の成人女性を装っているが実際にはザールブリュッケン出身の19歳のドイツ人。1989年11月6日生まれ。本名エリザベート。
大真真
恵殿学園の体育教師。身長が190cmもあるため大魔神とあだ名を付けられている。正体は秘密組織「FeTUS」の“ミスD”。ミスＡのメイド。
ラファ
天使の一人。二枚目の青年。ミカの同僚でエンジュの兄貴分。
白原恋
睦月の一つ上の先輩。ラクロス部所属かつ生徒会長。文武両道のカリスマ美少女で睦月の初恋の人物。その正体は秘密組織「FeTUS」の上層員“ミスB”。本名ラヴリエル・バラン。イギリス出身。５巻以降の登場キャラ。
リゼル・バラン
イギリスの名門バラン家の次期当主候補。ラヴリエルの従妹。作者の前作である『闇の小公女リゼル』(時系列的には『思春期なアダム』の前日譚)の主人公。
加賀利炎呪
黒崎家によって製造された、エンジュを元にしたバイオロイド。
黒崎慶吾
黒崎家の当主。
黒崎俊太郎
慶吾の一人息子。肥満体。
リリス
あらゆる魔族の母。
アヴァロン
先代のアダム。睦月の前世。
リューシア
先代のイブ
ミスY
ミスAの古い友人。
九里空沙耶
睦月の同級生のゴシップ好きな女子学生。

## 既刊一覧

### 本編
| タイトル | タイトル                           | 初版発行日 | ISBN                   |
| -------- | ---------------------------------- | ---------- | ---------------------- |
| 1        | 思春期なアダム                     | 2009/08/27 | ISBN 978-4-86032-789-7 |
| 2        | 思春期なアダム2 背後をねらう者     | 2010/01/30 | ISBN 978-4-86032-861-0 |
| 3        | 思春期なアダム3 一人泣きの子猫     | 2010/07/31 | ISBN 978-4-86032-943-3 |
| 4        | 思春期なアダム4 聖域の崩壊         | 2010/11/29 | ISBN 978-4-86032-996-9 |
| 5        | 思春期なアダム5 アウトサイド・ドア | 2011/02/28 | ISBN 978-4-7992-0033-9 |
| 6        | 思春期なアダム6 幼生期の襲撃       | 2011/06/17 | ISBN 978-4-7992-0084-1 |
| 7        | 思春期なアダム7 kissing you        | 2015/03/12 | ISBN 978-4-7992-0707-9 |
| 8        | 思春期なアダム8 変わる世界         | 2018/12/19 | ISBN 978-4-7992-1214-1 |
| 9        | 思春期なアダム9 LOVE               | 2018/12/19 | ISBN 978-4-7992-1215-8 |

### 外伝
モバイル二次元ドリームに掲載。後に二次元ぷち文庫より発売。電子書籍のみ。
| タイトル | タイトル                                   | 初版発行日 | ASIN            |
| -------- | ------------------------------------------ | ---------- | --------------- |
| 1        | 思春期なアダム外伝 いけないっ マキナ先生！ | 2014/10/1  | ASIN B00PGMKROG |

### 漫画
小説版の単行本四巻まで漫画化され、そこで一区切りとなった。
| タイトル | タイトル                  | 初版発行日 | ISBN                |
| -------- | ------------------------- | ---------- | ------------------- |
| 1        | 思春期なアダム EVIL EYES1 | 2013/12/21 | ISBN 978-4799205228 |
| 2        | 思春期なアダム EVIL EYES2 | 2015/3/20  | ISBN 978-4799207185 |
| 3        | 思春期なアダム EVIL EYES3 | 2016/10/29 | ISBN 978-4799209707 |
| 4        | 思春期なアダム EVIL EYES4 | 2018/12/19 | ISBN 978-4799212226 |

## 闇の小公女リゼル
さかき傘の前作で、作中の時系列的には『思春期なアダム』の前日譚となる小説。リゼル・バランと黒崎一族が初登場する。二次元ドリームノベルズより出版。イラスト：あぶりだしざくろ。
『二次元ドリームマガジンイラストレーションズ２』にドラマCDが付録されていた。リゼル・バラン役は湖月紅れ葉。